# ラストロープヌイ (駆逐艦・3代)
ラストロープヌイ(ロシア語:Расторопныйラスタロープヌィイ)は、ソ連・ロシア連邦の駆逐艦(艦隊水雷艇:Эскадренный миноносец)である。艦名は「敏捷な」といった意味のロシア語の形容詞で、ロシア帝国時代以来代々使用されてきた由緒ある艦名である。

## 概要
1985年3月21日、956 「サルィーチ」設計艦隊水雷艇の12番艦となる工場番号第872号艦がソ連海軍に登録された。この艦は、1986年8月15日にレニングラート(現サンクトペテルブルク)の第190造船工場(A・A・ジュダーノフ記念工場、現セーヴェルナヤ・ヴェールフィ)で起工、ラストロープヌイと命名された。1988年6月4日には進水、1989年12月30日に竣工すると、1990年2月28日に北方艦隊に配備された。
1990年代前半には、1993年10月11日から10月15日にかけてフランスのトゥーロンを訪問するなど活発な活動を展開した。しかし、1990年代末には活動が低下し、そのためジェーン海軍年鑑はじめ西側諸国の専門機関ではラストロープヌイを2000年に退役扱いとした。しかしこれは誤りで、実際には2000年から建造元のセーヴェルナヤ・ヴェールフィにてオーバーホールに入れられていたが未完で放置され、2015年には解体が開始されている。